# Зелёный (Ростовская область)
Зелёный — посёлок в Азовском районе Ростовской области. Входит в состав Кагальницкого сельского поселения.

## География
Расположен в 15 км (по дорогам) южнее районного центра — города Азова, на правом берегу реки Кагальник.

### Улицы
- ул. Садовая,
- ул. Свободы,
- ул. Центральная,
- ул. Чапаева.

## История
В феврале 1958 г. посёлок Азовского плодопитомнического совхоза переименован в Зелёный.

## Население
| 1989 | 2002 | 2010 |
| ---- | ---- | ---- |
| 210  | ↗377 | ↘354 |

Национальный состав
Согласно результатам переписи 2002 года, в национальной структуре населения русские составляли 95 %.

## Достопримечательности
- На юго-западе посёлка находится памятник археологии — Курганный могильник «Зелёный-1» (2 насыпи). Памятник датируется II тысячелетием до н. э. — XIV веком н. э. Решением Малого Совета облсовета № 301 от 18 ноября 1992 года могильник внесен в список объектов культурного наследия местного значения под кодом № 6100317000[6].

- На западной окраине посёлка находится памятник археологии — Курганный могильник «Зелёный-2» (2 насыпи). Памятник датируется II тысячелетием до н. э. — XIV веком н. э. Решением Малого Совета облсовета № 301 от 18 ноября 1992 года могильник внесен в список объектов культурного наследия местного значения под кодом № 6100318000[7].

- В 150 метрaх северо-западнее окраины посёлка находится памятник археологии — Курганный могильник «Зелёный-3» (2 насыпи). Памятник датируется II тысячелетием до н. э. — XIV веком н. э. Решением Малого Совета облсовета № 301 от 18 ноября 1992 года могильник внесен в список объектов культурного наследия местного значения под кодом № 6100319000[8].

- В 750 метрах севернее стадиона Азовского сельхозучилища находится памятник археологии — Курганный могильник «Зелёный-4» (2 насыпи). Памятник датируется II тысячелетием до н. э. — XIV веком н. э. Решением Малого Совета облсовета № 301 от 18 ноября 1992 года могильник внесен в список объектов культурного наследия местного значения под кодом № 6100320000[9].